# Pinguicula parvifolia
Pinguicula parvifolia är en tätörtsväxtart som beskrevs av Robinson. Pinguicula parvifolia ingår i släktet tätörter, och familjen tätörtsväxter. Inga underarter finns listade i Catalogue of Life.